# 阿勒斯豪森
阿勒斯豪森是德国巴伐利亚州的一个市镇。总面积26.55平方公里，总人口5148人，其中男性2645人，女性2503人（2011年12月31日），人口密度194人/平方公里。